# 珍珠项链 (性行为)

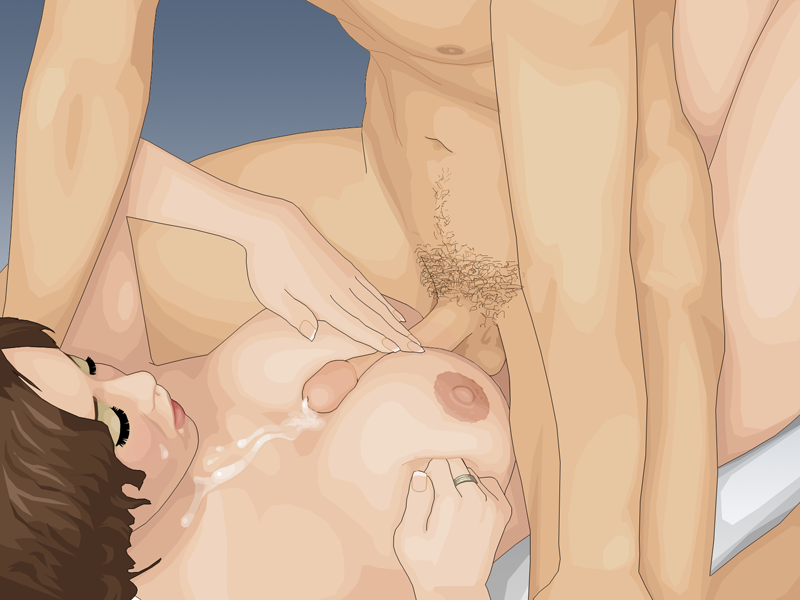
乳交會形成珍珠项链

珍珠项链來自於英語的性俚語「pearl necklace」，是指男性在另一人的頸部、胸膛或乳房上射精，因為精液在沾停於胸頸部類似於透明的珍珠项链，故此得名。
珍珠項鍊的成因可能是乳交射精、自慰射精或是口交、性交過程中將陰莖抽出體外射精造成的。這種體外射精的方式也是性工作者在面對不願意戴保險套的客人時，避免體內射精的替代方式之一。

## 流行文化
「珍珠项链」一詞最早是在HBO的影集慾望城市第69集時提及，第一次播出是在2004年
在這一集時主角中有人誤解了這個詞，之後莎曼珊·瓊斯再加以解釋。
樂團ZZ Top因為一首名為《Pearl Necklace》的歌而被批評有物化女性之嫌。

## 延伸閱讀
- Eric Partridge; Tom Dalzell; Terry Victor. Taylor & Francis , 编. . 2006: 1455  [2014-09-25]. ISBN 0-415-25938-X. （原始内容存档于2016-09-09）.
- Peter Davis. Auckland University Press , 编. . 1996: 125–127  [2014-09-25]. ISBN 1-86940-139-5. （原始内容存档于2013-06-13）.